# We Faw Down
We Faw Down is een Amerikaanse stomme film uit 1928 van Laurel & Hardy. De film is geregisseerd door Leo McCarey en geproduceerd door Hal Roach.

## Verhaal
Stan en Ollie staan op het punt een pokerspel bij te wonen als Ollie wordt gebeld dat hun afwezigheid het spel vertraagt. Ollie vertelt hun vrouwen vervolgens dat ze een zakelijke afspraak hebben in het Orpheum Theater, maar ze gaan stiekem naar hun pokerspel. Onderweg stoppen ze galant om twee jonge dames te helpen bij het ophalen van een hoed die onder een geparkeerde auto is opgeblazen. Ze worden doorweekt door een passerende straatreinigingsauto terwijl ze proberen hem op te halen. De meisjes nodigen hen uit in hun appartement terwijl hun kleren drogen. Een van de vrouwtjes wordt erg verliefd op Stan en ze worden allemaal dronken.
Een grote vriend van een van de vrouwtjes verschijnt in het appartement en stuurt het duo uit het achterraam klauteren, in het volle zicht van hun vrouwen die al een krantenkop hebben gezien waarin wordt aangekondigd dat het Orpheum Theater was uitgehold door een brand. De rest van het verhaal gaat over hoe het duo liegt tegen hun niet onder de indruk zijnde vrouwen in steeds escalerende sterke verhalen over de dingen die ze zogenaamd in het theater hebben gezien, voordat ze de waarheid beseften en door de vrouwen werden weggejaagd.

## Rolverdeling
| Acteur            | Personage          |
| ----------------- | ------------------ |
| Stan Laurel       | Stanley            |
| Oliver Hardy      | Ollie              |
| Bess Flowers      | Mrs. Laurel        |
| Vivien Oakland    | Mrs. Hardy         |
| Kay Deslys        | Kelly's vriendin   |
| Vera White        | de andere vriendin |
| George Kotsonaros | "One Round" Kelly  |

## Bron
- Dit artikel of een eerdere versie ervan is een (gedeeltelijke) vertaling van het artikel We Faw Down op de Engelstalige Wikipedia, dat onder de licentie Creative Commons Naamsvermelding/Gelijk delen valt. Zie de bewerkingsgeschiedenis aldaar.